# Skeljafell (kulle)
Skeljafell är en kulle i republiken Island. Den ligger i regionen Suðurland, 100 km öster om huvudstaden Reykjavík. Toppen på Skeljafell är 414 meter över havet.
Trakten runt Skeljafell är nära nog obefolkad, med mindre än två invånare per kvadratkilometer. Det finns inga samhällen i närheten. Trakten runt Skeljafell består i huvudsak av gräsmarker.